# Чернова, Анастасия (модель)
Анастасия Чернова (укр. Анастасія Чернова, родилась 2 ноября 1993) — украинская модель, победительница национального конкурса красоты Мисс Украина Вселенная в октябре 2012 и представляла Украину в 2012 году на конкурсе Мисс Вселенная 2012. Мисс Украина Вселенная 2004 Александра Николаенко помогала ей готовится к конкурсу Мисс Вселенная. Дизайнер Анастасия Суханова создала ей оригинальный костюм.

## Юность
Анастасия родилась в Харькове 2 ноября 1993 года. Мама победительницы работает секретарем, а отец оставил семью, когда Настя была маленькой. Своим кумиром «Мисс Украина Вселенная» называет певицу Веру Брежневу.

## Мисс Украина-Вселенная
Анастасия победила в конкурсе «Королева Харькова-2012». А через месяц 18 октября в Киеве была избрана «Мисс Украина-Вселенная». За корону боролись 15 девушек из разных регионов Украины. Первой вице-мисс стала Юлия Сокол. После победы девушка поделилась с журналистами, что до конкурса хорошо выспалась и не соблюдала ради конкурса ни какие диеты. Анастасия сказала что не увлекается диетами, а соблюдает режим здорового питания — овощи, фрукты и отсутствие алкоголя. Она представляла Украину на конкурсе Мисс Вселенная 2012 в Лас-Вегасе 19 декабря где не попала в финал.

## После конкурса
Анастасия закончила педуниверситет и работает учителем младших классов.